# Capriata d’Orba
Capriata d’Orba (piemontesisch Cavirià, im lokalen Dialekt Caviriò) ist eine Gemeinde in der italienischen Provinz Alessandria (AL), Region Piemont.

## Lage und Einwohner
Die Gemeinde Capriata d’Orba liegt rund 25 Kilometer südlich von der Provinzhauptstadt Alessandria auf einer Höhe von 176 m über dem Meeresspiegel, im oberen Monferrato. Das Gemeindegebiet umfasst eine Fläche von 28,32 km² und hat 1761 (Stand 31. Dezember 2023) Einwohner.
Die Nachbargemeinden sind Basaluzzo, Castelletto d’Orba, Francavilla Bisio, Predosa, Rocca Grimalda, San Cristoforo und Silvano d’Orba.

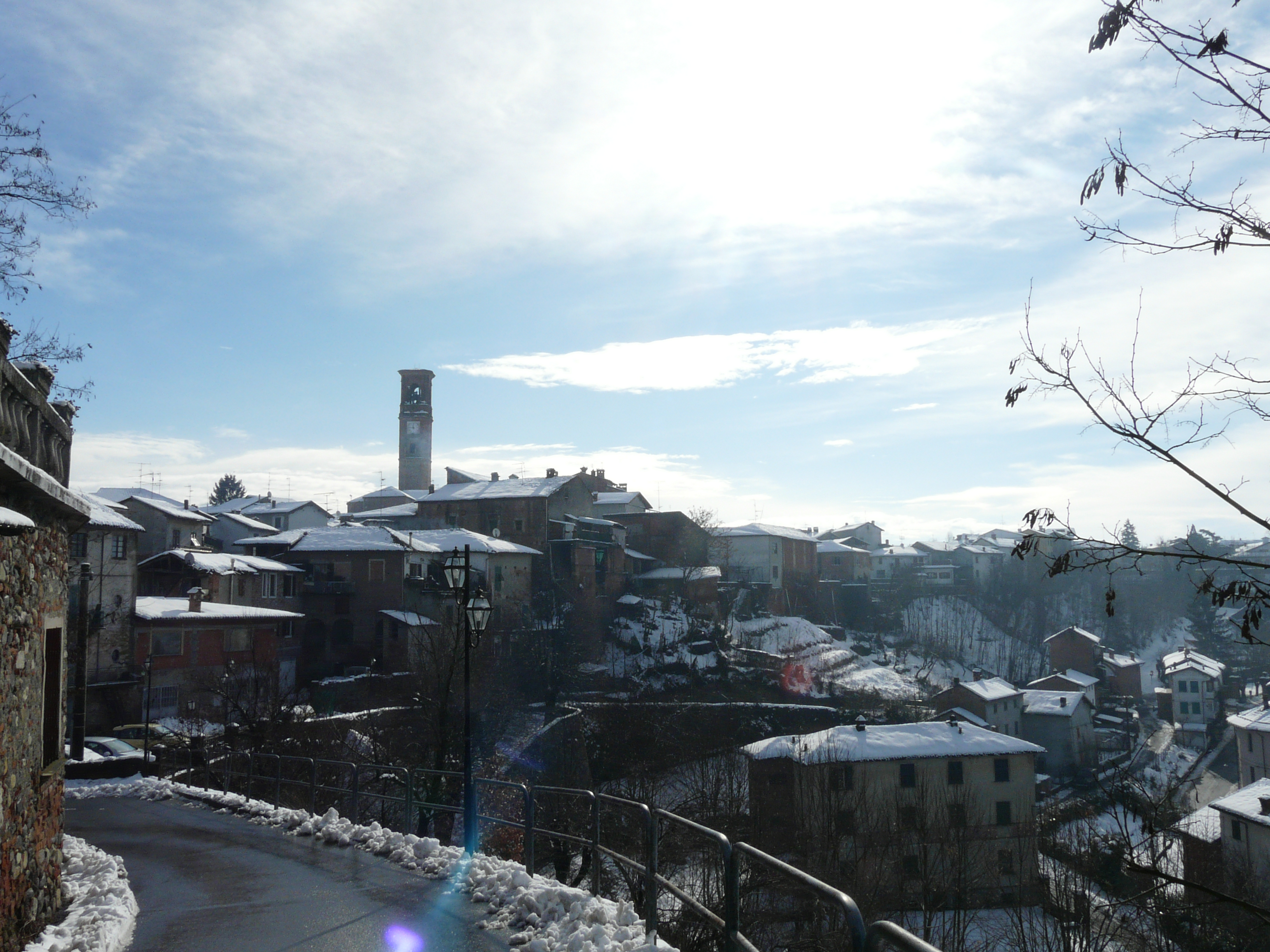
Panorama

## Geschichte

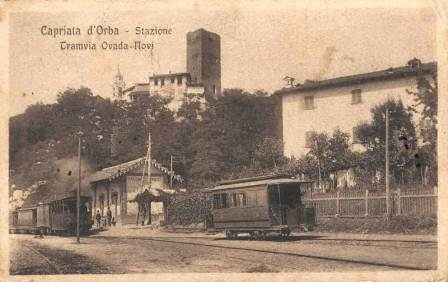
Die Tramhaltestelle von Capriata d’Orba

Die erste Erwähnung des Ortsnamens ist „Capriana“, abgeleitet vom Personennamen CAPRIUS. Eine andere mögliche Etymologie ist das Wort „Capriata“, das „Rahmen, der das Dach trägt“ bedeutet und sich auf einen möglichen besonderen territorialen morphologischen Aspekt bezieht.
Aufgrund von Funden aus der römischen und vorrömischen Zeit geht man davon aus, dass es bereits seit der Antike besiedelt war. Bereits im Jahr 973 wurde erwähnt, dass sein Hof und sein Schloss im Besitz der Markgrafschaft Orbetenghi waren. Im 12. Jahrhundert, mit dem Fall dieses Hauses, ging es an die Markgrafen von Bosco über und wurde 1183 ein Verbündeter von Alessandria. Von diesem Moment an wurde die politische Situation sehr verwirrend und unruhig.
1202 verzichteten die Boscos auf ihre Rechte und 1210 wurde es Teil der Gerichtsbarkeit der Gemeinde Genua. Acht Jahre später überließ Ottone, Marquis del Bosco, die Burg Alessandria und einige Monate später schenkten seine Konsuln die Burg Genua. Dies verschärfte den Streit zwischen letzterem und Alessandria nur noch mehr, dessen Krieg durch die Zerstörung der Burg durch die Bewohner selbst und durch den von den Mailänder Gesandten geschlossenen Frieden gekennzeichnet war, mit dem sie Genua zugeschrieben wurde. Im folgenden Jahr jedoch griff der Bürgermeister von Alessandria das Dorf an, tötete Hunderte von Einwohnern und der Streit verschärfte sich nur, als Tortona in diesen Streit eingriff. Die folgenden Jahrhunderte waren von der Herrschaft der Genueser geprägt, in deren Verlauf auch ein weiteres Herrenhaus, Castelnuovo, errichtet wurde, bis es zunächst vom sardischen Staat und anschließend von den Spaniern und Franzosen erobert wurde.
Im 19. Jahrhundert wurden viele historische Überreste zerstört, darunter die Burg selbst, Teile des alten Turms und das Tor von Genua.
Im Jahr 1863 nahm die Gemeinde Capriata den neuen Namen „Capriata d'Orba“ an.
Ab 1881 hatte die Gemeinde eine Haltestelle der Straßenbahnlinie von Novi Ligure nach Ovada. 1953 stelle die 23,227 Kilometer lange Strecke ihren Betrieb ein.

## Sehenswürdigkeiten

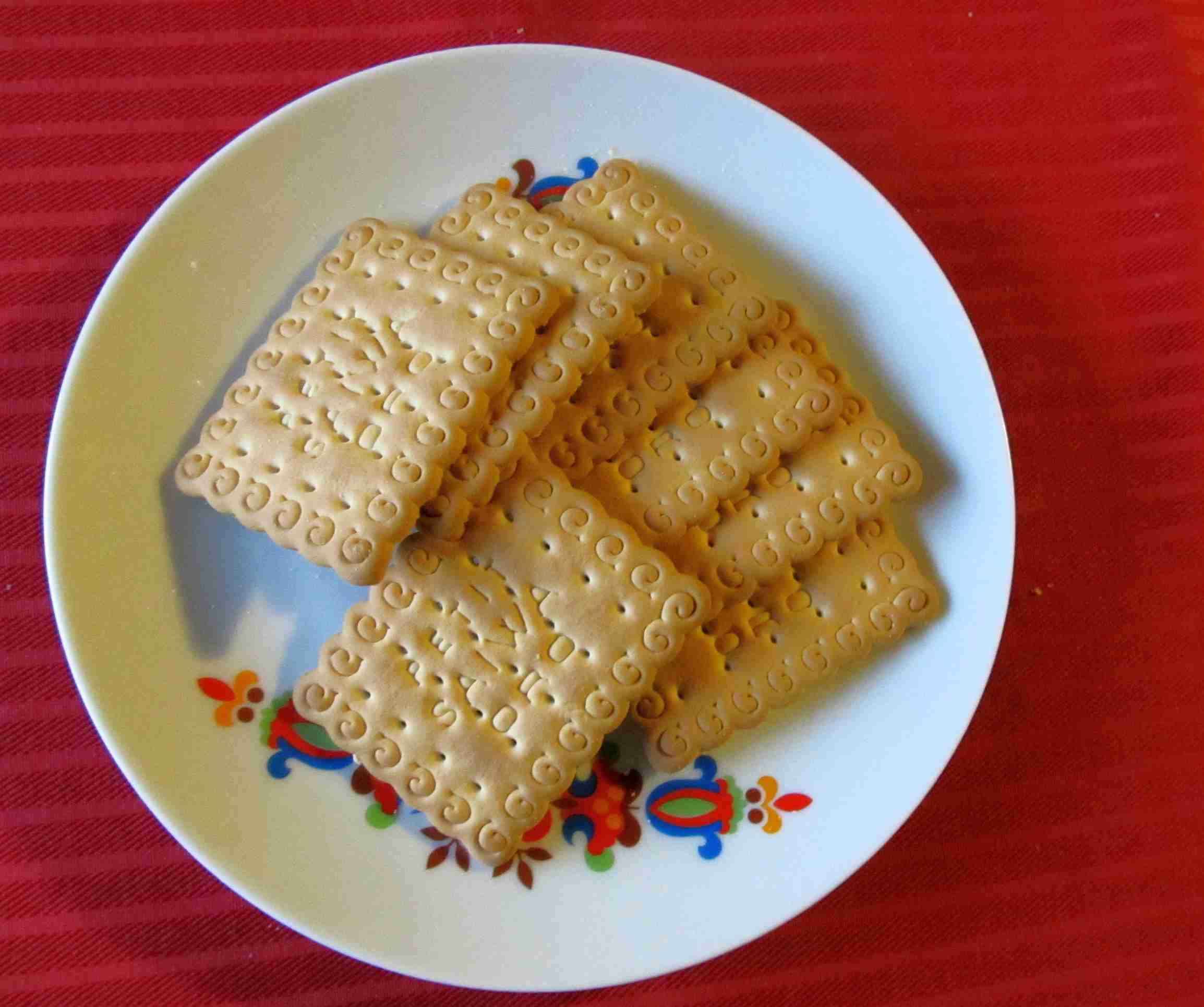
Ora Saiwa Kekse aus Capriata d'Orba

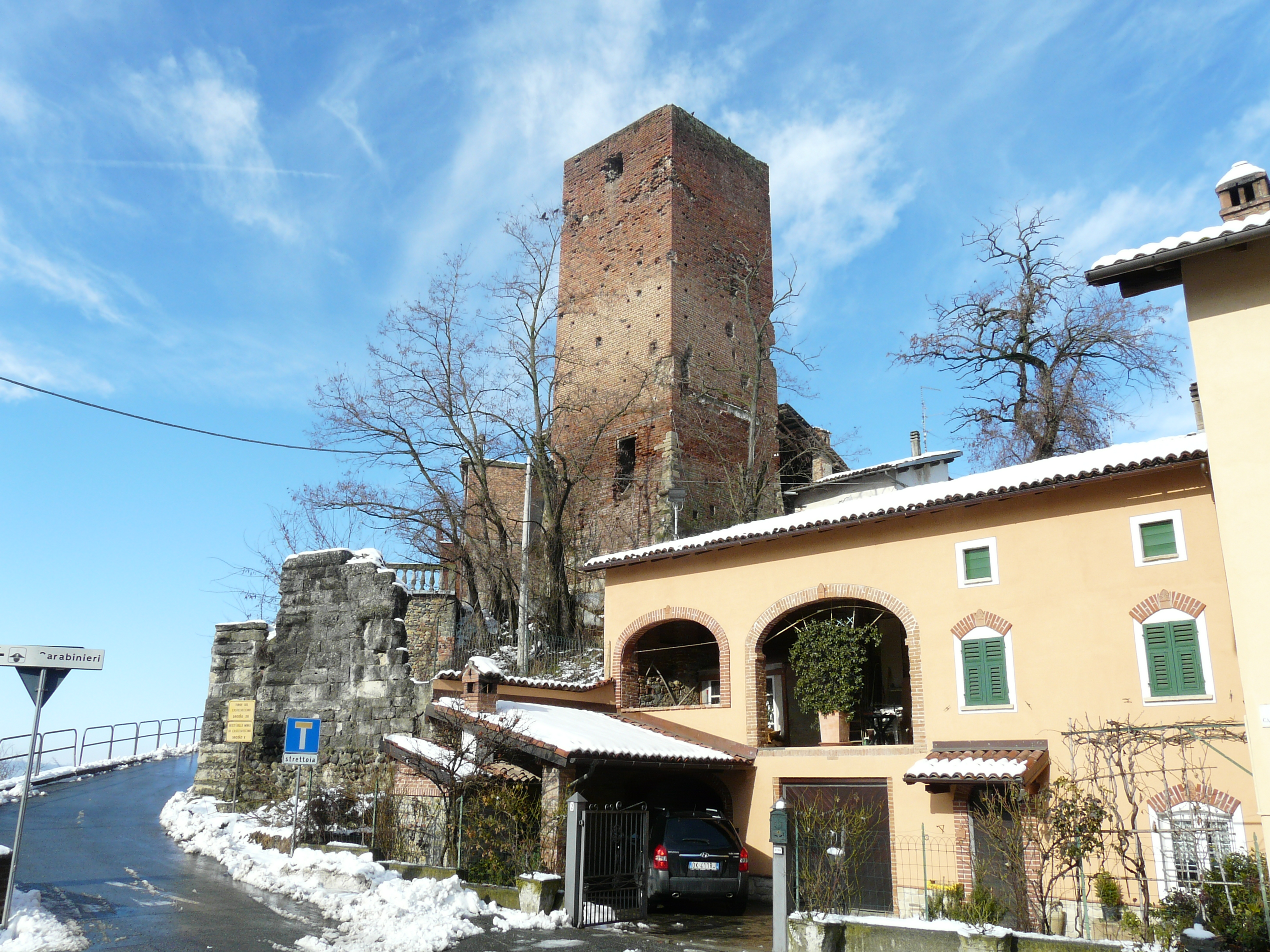
Turm Castelvecchio

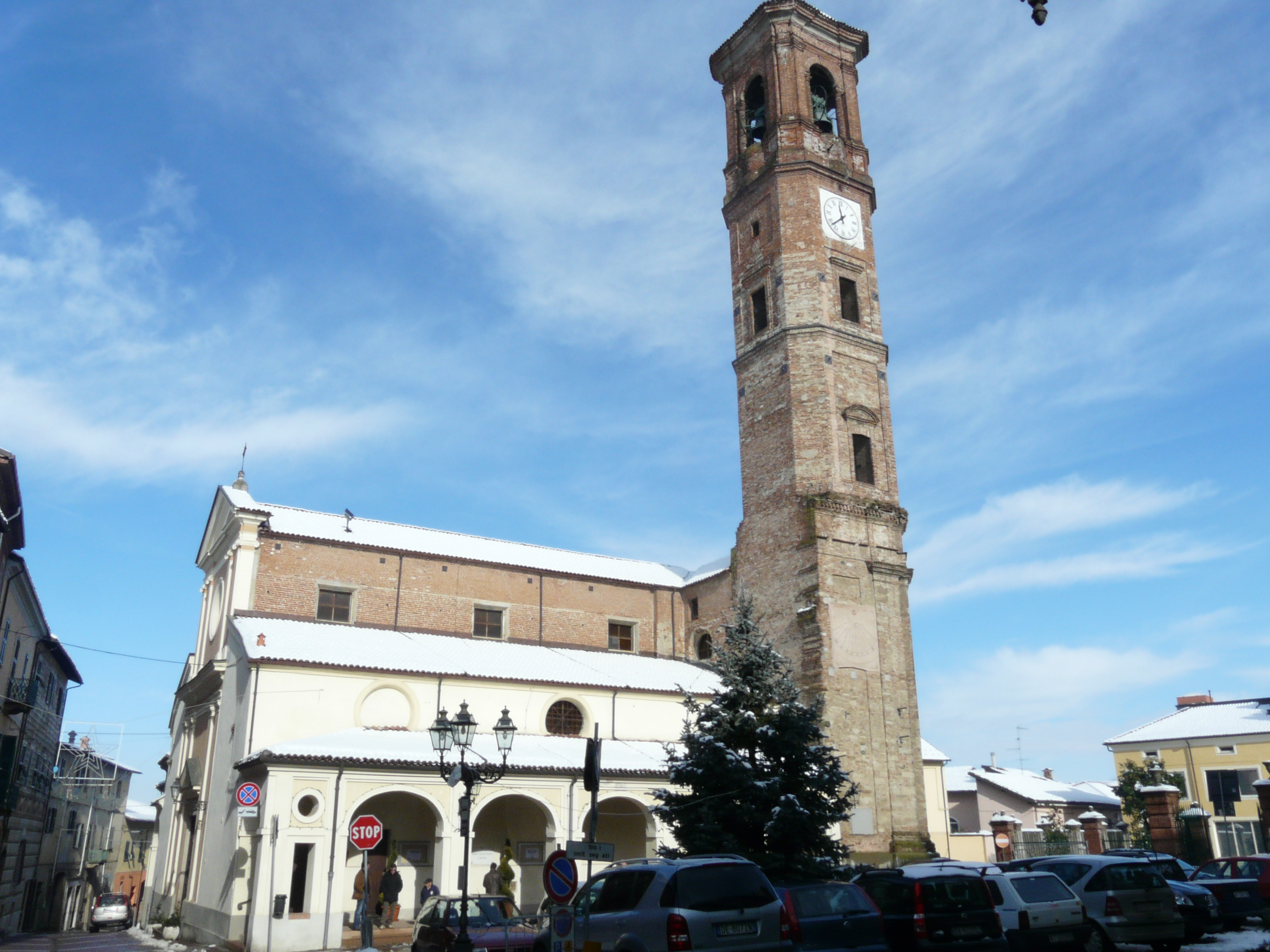
Kirche San Pietro

- Ein Teil des Turms und weitere Überreste der Burganlage Castelvecchio.
- Einige mittelalterliche Häuser.
- Die Pfarrkirche San Pietro, die im Jahr 1700 renoviert wurde. Der achteckige Glockenturm aus dem Jahr 1791 ist 41,5 Meter hoch und hat fünf Glocken.[3]

## Wirtschaft
In Capriata d’Orba werden Reben für den Dolcetto d’Ovada, einen Rotwein mit DOC-Status angebaut. Die Beeren der Rebsorten Spätburgunder und/oder Chardonnay dürfen zum Schaumwein Alta Langa verarbeitet werden.
Die Saiwa (Società Accomandita Industria Wafer Affini), gegründet 1900 in Genua, hat seit 1985 in Capriata d’Orba eine Produktionsstätte in der die italienweit beliebten Oro Saiwa-Kekse hergestellt werden.

## Persönlichkeiten
- Tito Orsini (* 20. Januar 1815 in Genua; † 26. November 1896 in Capriata d'Orba) war ein italienischer Politiker und Anwalt. Ab der 14. Wahlperiode war er Senator des Königreichs Italien.

## Gemeindepartnerschaft
- Vinon-sur-Verdon, seit 1997.